# Tonna (weekdieren)
Tonna is een geslacht van in zee levende slakken uit de familie Tonnidae.

## Soorten
De volgende soorten worden onderscheiden:
- Tonna alanbeui  Vos, 2005
- Tonna allium (Dillwyn, 1817)
- Tonna ampullacea (Philippi, 1845)
- Tonna berthae  Vos, 2005
- Tonna boucheti  Vos, 2005
- Tonna canaliculata (Linnaeus, 1758)
- Tonna chinensis Dillwyn, 1817
- Tonna cumingii (Hanley in Reeve, 1849)
- Tonna deshayesii (Reeve, 1849)
- Tonna dolium (Linnaeus, 1758)
- Tonna dunkeri (Hanley, 1860)
- Tonna galea (Linnaeus, 1758)
- Tonna hawaiiensis  Vos, 2007
- Tonna lischkeana (Küster, 1857)
- Tonna luteostoma (Küster, 1857)
- Tonna melanostoma (Jay, 1839)
- Tonna morrisoni  Vos, 2005
- Tonna oentoengi  Vos, 2005
- Tonna pennata (Mörch, 1853)
- Tonna perdix (Linnaeus, 1758)
- Tonna poppei Vos, 2005
- Tonna rosemaryae  Vos, 1999
- Tonna sulcosa (Born, 1778)
- Tonna tankervillii (Hanley, 1860)
- Tonna tenebrosa (Hanley, 1860)
- Tonna tesselata (Lamarck, 1816)
- Tonna tetracotula  Hedley, 1919
- Tonna variegata (Lamarck, 1822)
- Tonna zonata (Green, 1830)